# Deniz Işın
Deniz Işın (* 28. Mai 1992 in Izmir) ist eine türkische Schauspielerin.

## Leben und Karriere
Işın wurde am 28. Ma 1992 in Izmir geboren. Sie studierte an der Ege Üniversitesi. Anschließend nahm sie zwei Jahre Schauspielunterricht am Sahnetozu Theater in İzmir und später studierte sie ein Jahr lang Schauspiel in Istanbul. Ihr Debüt gab sie 2019 in der Fernsehserie Her Yerde Sen.
Danach bekam sie eine Nebenrolle in İyi Günde Kötü Günde. Außerdem war sie in Sefirin Kızı zu sehen. Ihren Durchbruch hatte sie in der Serie Masumiyet. Anschließend spielte sie in der Serie Leyla ile Mecnun die Hauptrolle. Ihre nächste Hauptrolle bekam sie in Eee Sonra. 
Unter anderem wurde sie für die Filme Anka und Aşk Çağırırsan Gelir gecastet. 2022 spielte sie in der Fernsehserie Sevmek Zamanı die Hauptrolle.

## Filmografie
Filme
- 2022: Anka
- 2022: Aşk Çağırırsan Gelir

Serien
- 2019: Her Yerde Sen
- 2019: Atiye
- 2020: İyi Günde Kötü Günde
- 2020: Sefirin Kızı
- 2020: Eee Sonra
- 2021: Masumiyet
- seit 2021: Leyla ile Mecnun
- 2022: Bizden Olur Mu?
- 2022: Sevmek Zamanı